# Nairobi City Stars
Der Nairobi City Stars Football Club, auch einfach nur Nairobi City Stars oder NCS genannt, ist ein kenianischer Fußballverein aus Kawangware in Nairobi, der seit 2005 in der Kenyan Premier League (KPL), der ersten Liga Kenias, spielt.

## Geschichte
Der Verein wurde als Kawangware Slum Football Club gegründet. In der Saison 2000 spielte Kawangware FC in der Central Zone Mini League und ab 2001 in der National Super League , der neu gegründeten zweiten Liga Kenias. 2002 stiegen in die KPL auf. Wegen des höheren finanziellen Aufwandes in der KPL wurde der Verein von World Hope International Kenya übernommen. 2003 stiegen sie jedoch als Vorletzter der Liga ab. 2004 wurde der Verein in World Hope FC umbenannt und stieg erneut auf.
Der zweite Anlauf in der obersten Spielklasse war erfolgreicher. Der Verein schloss die Saison 2005 auf dem siebten Platz ab und gewann den President’s Cup. Dadurch qualifizierte sich World Hope FC für den CAF Confederation Cup 2006, bei dem er in der Vorrunde gegen den ugandischen Verein Uganda Revenue Authority SC ausschied. Der Verein verblieb die nächsten Jahre im Liga-Mittelfeld und wurde während der Saison 2008 am 16. Oktober von AIS Kenya (Ambassadors in Sport) übernommen; der Grund waren Schwierigkeiten bei der Zahlung der Gehälter. Der ehemalige Nationalspieler Musa Otieno, der davor schon für die Cleveland City Stars spielte, wurde Vizepräsident und nach der Saison im Dezember wurde der Verein in Nairobi City Stars umbenannt. Der Klub wurde damit ein Schwesterverein der Cleveland City Stars, für die Otieno kurz davor spielte.  2009 erreichten sie mit dem sechsten Platz in der KPL das bisher beste Saisonergebnis.
2010 stand ein Verkauf des Vereins um 4,5 Millionen K. Sh. an dänische Investoren im Raum, jedoch traten die Verantwortlichen der City Stars kurz vor einem endgültigen Abschluss davon zurück. Die Investoren übernahmen daraufhin den AC Nakuru (jetzige Nakuru AllStars) in der zweiten Liga.
In den folgenden Jahren war der Verein nur im unteren Tabellendrittel zu finden. So auch 2013, als die NCS die Saison auf dem 14. Platz, drei Punkte vor einem Relegationsplatz beendete. Jan Koops, der im September als Interimstrainer zum Verein kam, verlängerte nach dem letzten Saisonspiel seinen Vertrag nicht und im Januar 2014 wurde der Nigerianer Robinson Ndubuisi Ofwoku als Nachfolger mit einem Vertrag für ein Jahr verpflichtet.

## Erfolge
- Kenianischer Pokalsieger: 2005
- Kenianischer Zweitligameister: 2019/20

## Stadion
Seine Heimspiele trägt der Verein im World Hope Stadium in Nairobi aus. Das Stadion hat ein Fassungsvermögen von 5000 Personen.